# Francisco Xavier do Amaral
Francisco Xavier do Amaral (3 tháng 12 năm 1937 – 6 tháng 3 năm 2012) là chính trị gia Đông Timor. Nhà sáng lập Frente Revolucionaria de Timor Leste Independente (Fretilin), Amaral tuyên thệ nhậm chức Tổng thống Đông Timor đầu tiên ở quốc gia này, lúc đó đang là thuộc địa của Bồ Đào Nha, đưa ra tuyên bố đơn phương về nền độc lập vào 28 tháng 11 năm 1975. Ông là nghị sĩ Quốc hội đại diện cho Hiệp hội Dân chủ Xã hội Timor từ năm 2001 đến khi ông qua đời.